# Sweet Grass County
Sweet Grass County is een county in de Amerikaanse staat Montana.
De county heeft een landoppervlakte van 4.805 km² en telt 3.609 inwoners (volkstelling 2000). De hoofdplaats is Big Timber.